# Markthalle (Ambarès-et-Lagrave)

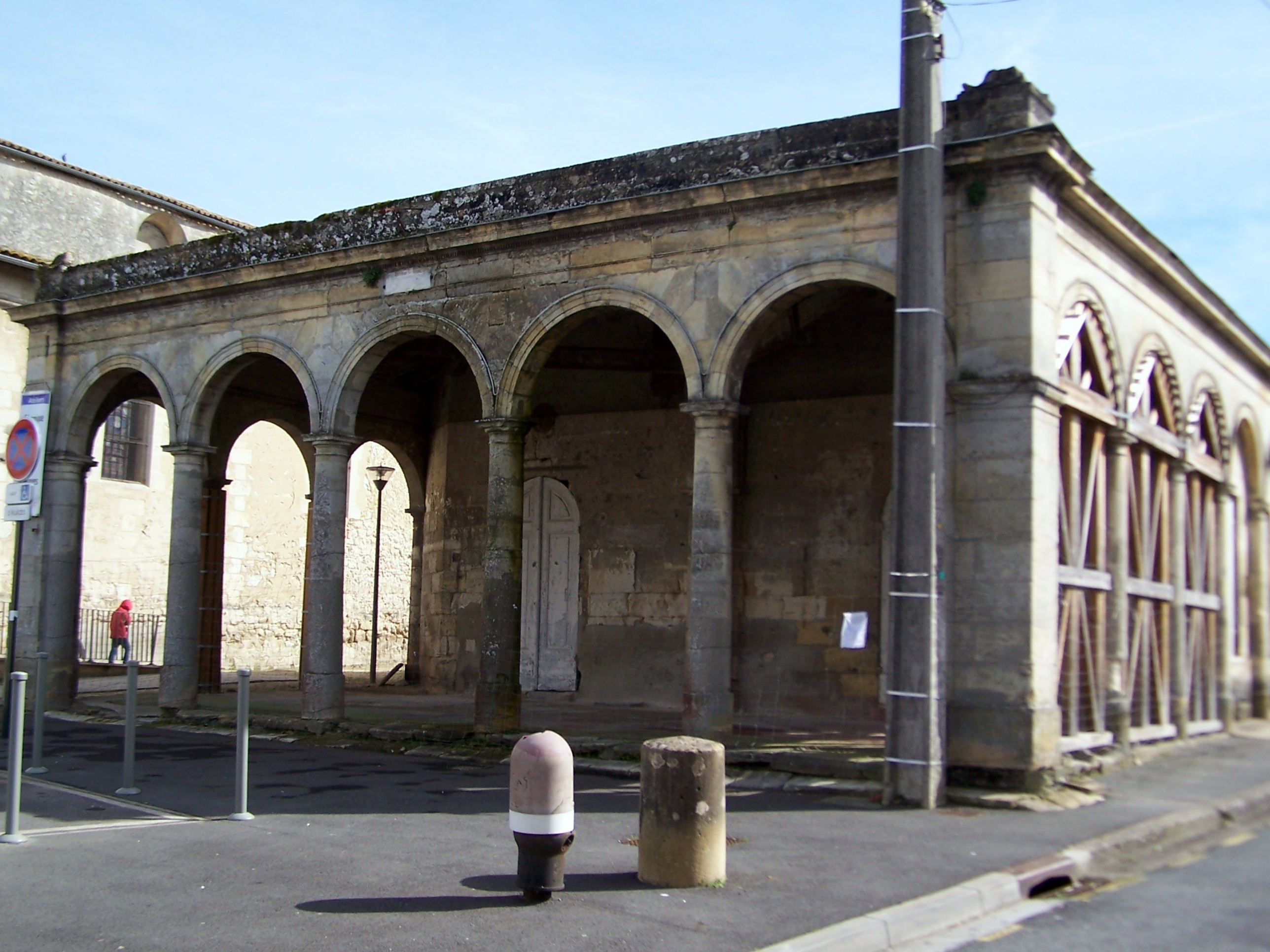
Markthalle in Ambarès-et-Lagrave (2014)

Die Markthalle in Ambarès-et-Lagrave, einer französischen Gemeinde im Département Gironde in der Region Nouvelle-Aquitaine, wurde an der Stelle eines Vorgängerbaus errichtet.
Die neue Markthalle aus Kalksteinmauerwerk an der Place du Maréchal-Leclerc wurde nach Plänen des Architekten Auguste Bordes gebaut und um 1846 durch die Architekten Valance und Mialhe verändert bzw. um einen Bau für das Rathaus mit Schule erweitert. An drei Seiten besitzt das Gebäude große Rundbogenöffnungen.